# Дуб звичайний (Свалява)
Дуб звича́йний або дуб Шенборна — ботанічна пам'ятка природи місцевого значення в Україні. Розташована в межах Свалявського району Закарпатської області, в місті Свалява. 
Площа 0,01 га. Статус надано згідно з рішенням Закарпатського облвиконкому від 18.11.1969 року № 414 та від 23.10.1984 року № 253. Перебуває у віданні Свалявської міської ради. 
Створена з метою охорони дуба звичайного віком понад 300 років.